# ニューファンドランド・ラブラドール州の旗

ニューファンドランド・ラブラドール州の旗

ニューファンドランド・ラブラドール州の旗は、1980年に制定された、ニューファンドランド・ラブラドール州の州旗。横と縦の比率は2:1。ニューファンドランド・ラブラドール州出身の芸術家クリストファー・プラットによってデザインされた。
青は海の色を表し、白は雪と氷を表す。赤はニューファンドランド人、ラブラドール人の努力と苦闘を表している。黄色の部分はニューファンドランド人、ラブラドール人の自信と未来を示している。
青色の三角形部分はユニオンジャックとの関係を示し、この州のイギリスへのつながりを示している。赤の二つの三角形はこの州の二つの地域（ニューファンドランド島とラブラドール地方）を示している。黄色の矢印は、作者によると、この州の明るい未来を指し示しているとのことである。垂直に吊された際、その矢は剣のかたちとして、過去に軍事業務に就いて犠牲となった人々をたたえるという意味もある。

19世紀から続くニューファンドランド島の非公式三色旗
ラブラドール地方の旗、1973年にラブラドール・サウスの立法議会の元メンバーだったマイク・マーティンがデザインした独自の非公式の旗
?1904年から1931年までのニューファンドランド自治領の旗。商船などに掲げられた事実上の国旗
?1904年から1931年までのニューファンドランド自治領の政府旗
?1931年から1949年までの自治領の旗、および1980年までのニューファンドランド州州旗（ユニオンジャック）
Fédération des Francophones de Terre-Neuve et du Labrador（ニューファンドランド・ラブラドール・フランス語話者連合）の旗。フランス国旗をもとに、アカディアの旗の星の黄色の色をした帆（16世紀初頭にこの海域を訪れたブルターニュ人やバスク人などの漁民をあらわす）をあしらい、ラブラドールの小枝と州花ムラサキヘイシソウを書き入れている